# 파울 클루크혼

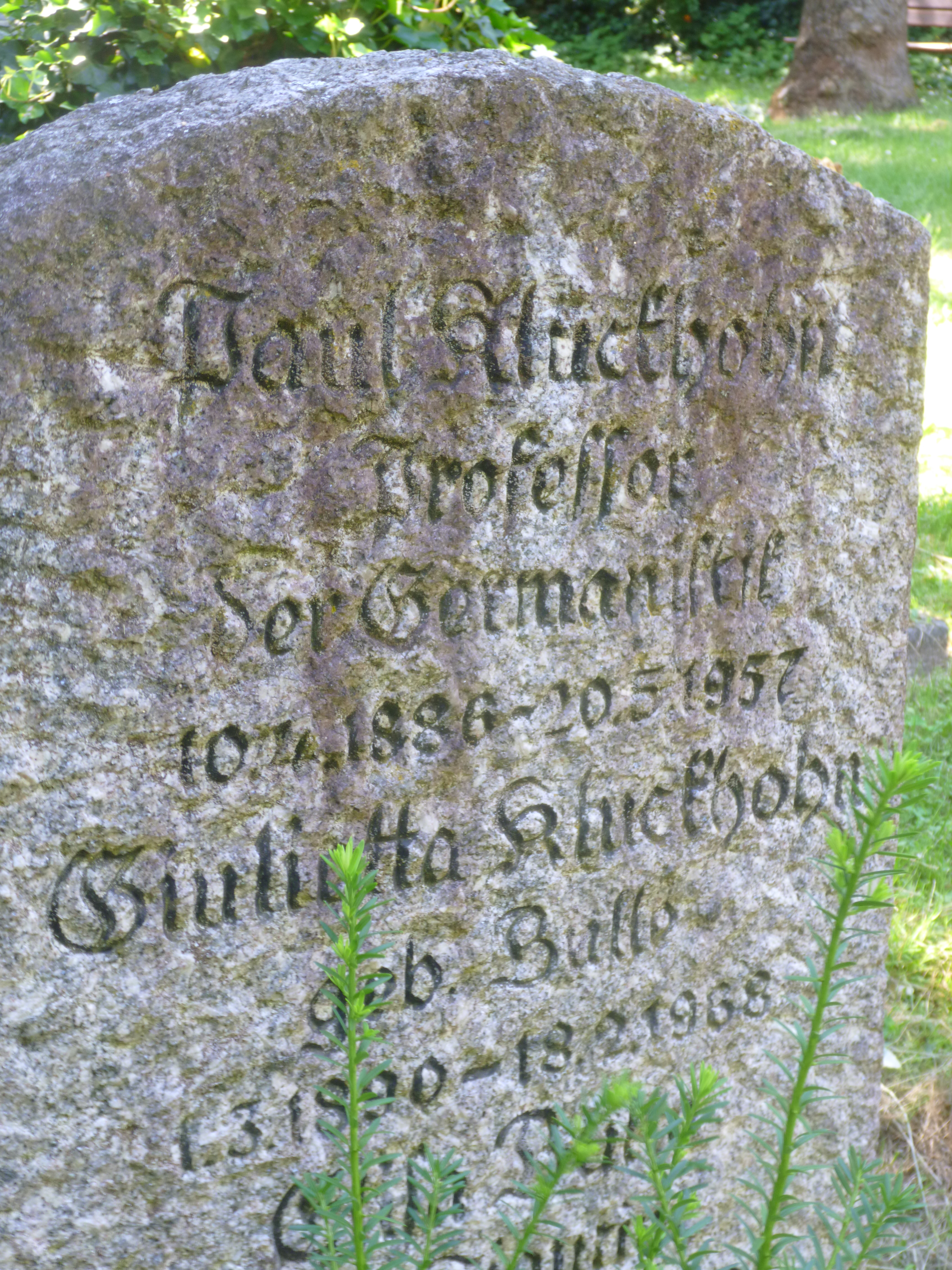
묘석

파울 클루크혼(Paul Kluckhohn, 1886년 4월 10일 ∼ 1957년 3월 20일)은 낭만주의 연구로 저명한 독문학자이다. 1930년대 이후 튀빙겐대학에서 정교수로 재직했으며, 독일 낭만주의와 괴테 시대 연구를 통해 두각을 나타냈다. 그는 계간 독일 문학(Deutschen Vierteljahrs- schrift für Literaturwissenschaft)의 공동 설립자이기도 하다. 그는 자신이 민족적(national)이었을 뿐, 국가사회주의(Nationalsozialismus)와는 거리를 두었음을 분명히 했다. 초판을 출간할 때가 1941년이었으니 그런 오해를 받을 만했으리라. 이 책에는 실제로 나치가 자기들의 강령으로 삼을 만한 것들이 너무 많다.
저서로는 ≪18세기 문학과 독일 낭만주의의 사랑관≫, ≪개인과 사회. 독일 낭만주의의 국가관 연구≫, ≪독일적 운동에서의 민족의식과 국민 의식≫, ≪19세기와 20세기의 문화에서의 중기 낭만주의의 계속적 영향≫ 등이 있다.